# Filinia cornuta
Filinia cornuta är en hjuldjursart som först beskrevs av Weisse 1847.  Filinia cornuta ingår i släktet Filinia och familjen Trochosphaeridae. Inga underarter finns listade i Catalogue of Life.